# Ebaeides basalis
Ebaeides basalis là một loài bọ cánh cứng trong họ Cerambycidae.